# Xibër
Xibër là một xã trong quận Mat thuộc hạt Dibër, Albania. Dân số năm 2005 là 3870 người.